# What Evil Lurks
 What Evil Lurks je debutové EP anglické skupiny The Prodigy. Vyšlo na 12" vinylové desce v omezeném počtu v únoru 1991. Prodalo se kolem 7 000 kopií.
Čtyři skladby byly součástí dema o 10 skladbách, které Howlett zaslal do XL Recordings, když se skupina pokoušela získat nahrávací smlouvu. Před EP What Evil Lurks skupina vydala skladbu "Android", která vyšla v listopadu 1990 a na rozšířené verzi alba Experience .
EP mělo reedici v limitovaném vydání 27. září 2004 na oslavu 15. výročí XL Recordings.

## Seznam skladeb
Strana A
A1. „What Evil Lurks“ (4:24)
A2. „We Gonna Rock“ (4:34)
Strana B
B1. „Android“ (5:20)
B2. „Everybody in the Place“ (3:29)